# Trochalus elisabethanus
Trochalus elisabethanus är en skalbaggsart som beskrevs av Louis Burgeon 1944. Trochalus elisabethanus ingår i släktet Trochalus och familjen Melolonthidae. Inga underarter finns listade i Catalogue of Life.